# Atelopus nepiozomus
Atelopus nepiozomus — вид отруйних жаб родини ропухових (Bufonidae).

## Поширення
Вид є ендеміком Еквадору, де зустрічається лише у провінції Морона-Сантьяго. Мешкає на високогірних луках, річках та болотах на висоті 2000-3400 м над рівнем моря.